# Battaglia di Bosra (634)
La battaglia di Bosra fu combattuta nel 634 tra il Califfato dei Rashidun e l'Impero bizantino per il possesso della città di Bosra, in Siria. La città, allora capitale del regno dei Ghassanidi, vassallo dei bizantini, fu il primo importante centro conquistato dalle forze islamiche. L'assedio durò tra giugno e luglio 634.